# Hesycha simplex
Hesycha simplex là một loài bọ cánh cứng trong họ Cerambycidae.